# Santo Niño de La Guardia

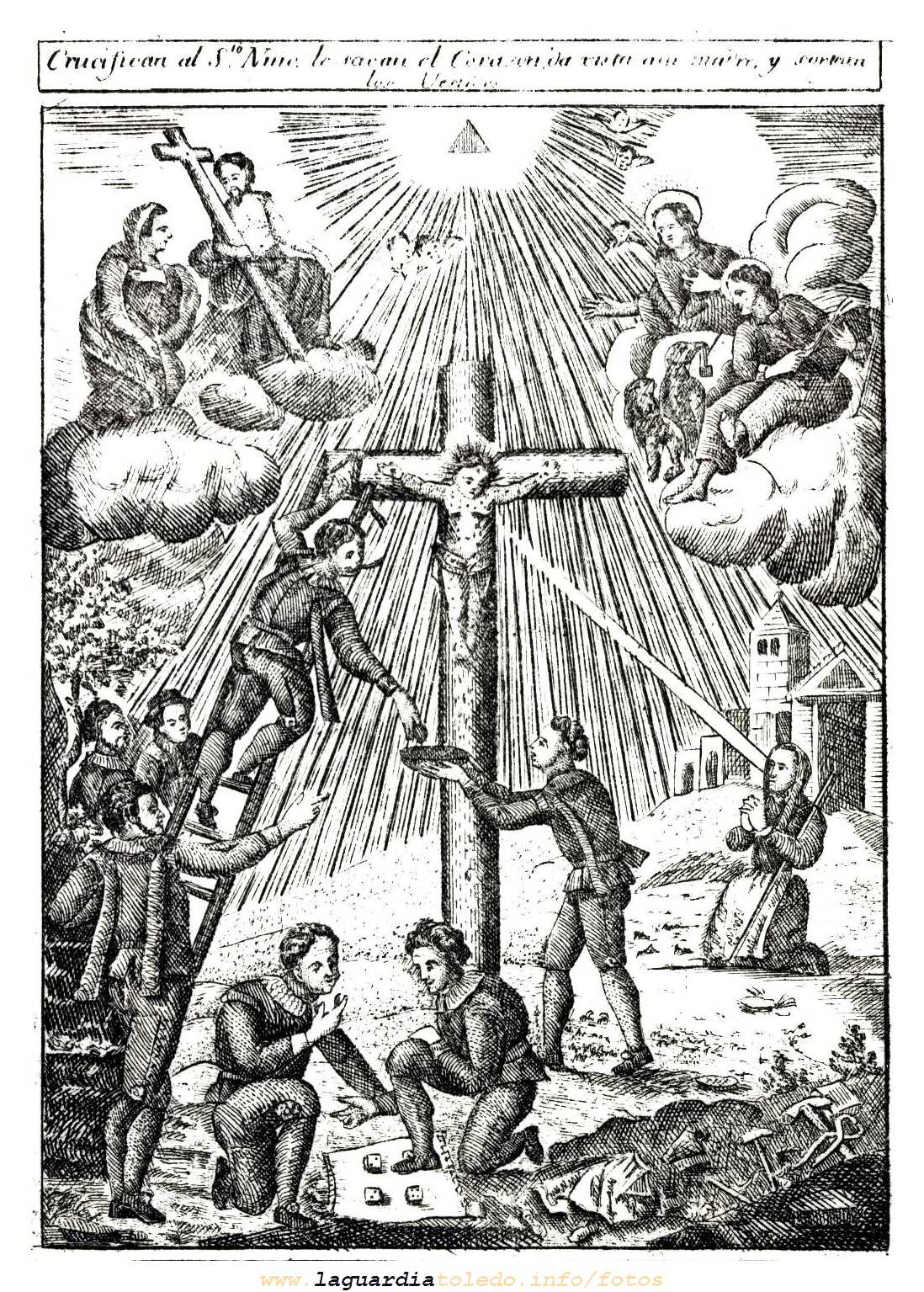
Imagen de la leyenda del martirio del Santo Niño de La Guardia (grabado,).

Se denomina Santo Niño de La Guardia a una falsa acusación antisemita o libelo de sangre que narra el caso de un supuesto asesinato ritual de un niño a finales de la década de 1480 en la localidad española de La Guardia (Toledo), por el que fueron quemados en la hoguera en 1491 varios judíos y judeoconversos. La condena se produjo aun cuando no se había encontrado cadáver alguno ni se había denunciado la desaparición de ningún niño, motivada por la animadversion a los judíos y conversos, que dio forma a la calumnia de la sangre. La Iglesia católica conmemora su festividad el 25 de septiembre. 
Por este presunto crimen la Inquisición procesó a varios conversos, mientras que las autoridades civiles hicieron lo propio con dos judíos. Todos ellos fueron quemados vivos en Ávila el 16 de noviembre de 1491. Se conservan algunos documentos del proceso (especialmente, el proceso completo contra uno de los acusados, Yosef - o Yucé - Franco). La mayoría de los historiadores considera que el niño de la Guardia nunca existió pero el proceso propició un clima antijudío, y una indignación que empeoró aún más la relación del sector de cristianos viejos con relación a los judíos y conversos. Este supuesto crimen fue lo que dio impulso para dictar el decreto de expulsión de los judíos, que se promulgó solo meses después (en marzo de 1492), siendo uno de los últimos reinos europeos en expulsarlos (el último fue Portugal).
Durante el siglo XVI se desarrolló una leyenda hagiográfica acerca del Santo Niño, cuyo culto continúa celebrándose en La Guardia. En 2015, la Archidiócesis de Madrid de la Iglesia católica publicó en su sitio oficial un opúsculo dando por cierta la existencia del niño y su martirio a manos de «once personajes; cinco eran judíos y seis judaizantes», quien según el Arzobispado, lo crucificaron y le sacaron el corazón. La publicación se encontraba en línea en 2022.

## Contexto
Durante la Edad Media europea fueron frecuentes las acusaciones falsas de este tipo contra los judíos. En España, las Siete Partidas se hacen eco de esta creencia popular:

Et porque oyemos decir que en algunos lugares los judíos ficieron et facen el día del Viernes Santo remembranza de la pasión de Nuestro Señor Jesucristo en manera de escarnio, furtando los niños et poniéndolos en la cruz, o faciendo imágenes de cera et crucificándolas cuando los niños non pueden haber, mandamos que, si fama fuere daquí adelante que en algún lugar de nuestro señorío tal cosa sea fecha, si se pudiere averiguar, que todos aquellos que se acercaren en aquel fecho, que sean presos et recabdados et aduchos ante el rey; et después que el sopiera la verdad, débelos matar muy haviltadamente, quantos quier que sean.
Alfonso X el Sabio, Partidas, VII, XXIV, ley 2

Se tenía por cierto que varios episodios semejantes se habían producido en España. Uno de los más conocidos fue la supuesta crucifixión del niño Santo Dominguito del Val, en Zaragoza en el siglo XIII, o la del niño de Sepúlveda, en 1468. Esta última se saldó no solo con la ejecución de dieciséis judíos hallados culpables del crimen, sino con el asalto popular a la aljama de Sepúlveda, que se cobró varias víctimas más.
En un libro publicado en 1449 por el fraile converso Alonso de Espina, Fortalitium Fidei. Contra judíos, sarracenos y otros enemigos de la fe cristiana, se inventariaba una larga lista de crímenes atribuidos a los judíos. Aparecen varios relatos de crucifixiones infantiles, todos ellos dados por ciertos.

## El proceso
Según los documentos que han llegado hasta el presente, las primeras detenciones no se produjeron como resultado de la investigación de ningún crimen. Ni se había encontrado cadáver alguno ni se había denunciado la desaparición de ningún niño. Los primeros detenidos, judeoconversos, fueron acusados únicamente de judaizantes, y solo durante los interrogatorios de que fueron objeto en prisión se iría fraguando la idea de que habían cometido un crimen ritual.
En junio de 1490 se detuvo en Astorga a un converso llamado Benito García, "de quien se sospechaba que robaba hostias consagradas" y que las llevaba en sus alforjas para ejecutar sacrilegios. Benito era cardador ambulante y natural del pueblo de La Guardia. Fue conducido ante Pedro de Villada, provisor del obispado de Astorga, e interrogado, llegando a acusar a otros correligionarios de judaizantes tras las torturas sufridas. Se conserva la confesión de Benito García, con fecha de 6 de junio de 1490, de la cual se desprende que solo se le acusaba de judaizante. El acusado explica en el mencionado documento que cinco años antes (en 1485) había regresado secretamente a la religión judía, alentado por otro converso, también de La Guardia, llamado Juan de Ocaña, y por un zapatero judío de la cercana localidad de Tembleque, cuyo apellido era Franco, y que fue detenido por la Inquisición y encarcelado en Segovia. Un hecho insólito pues la Inquisición no tenía jurisdicción sobre los judíos.
Según el relato del caso hecho por el hispanista francés Joseph Pérez —que coincide con el del historiador español Luis Suárez Fernández—, existe una grave confusión en la versión anterior. Los que habrían inducido a judaizar a Benito García, además del converso Juan de Ocaña, habían sido los miembros de una familia conversa, no judía, apellidada Franco de la localidad de Tembleque. Benito García entra en contacto con el zapatero judío —del mismo apellido que la familia de conversos de Tembleque, sin que se sepa si formaba parte de la misma— cuando es trasladado a la prisión de la Inquisición de Segovia, donde efectivamente Yosef Franco está preso, sin que se sepan los motivos. Un hecho insólito porque como recuerda Joseph Pérez, "la Inquisición no se metía con los judíos; solo tenía jurisdicción sobre los bautizados ¿Qué hacía, pues, un judío en la cárcel de la Inquisición segoviana? Este es uno de tantos enigmas como se encuentran en el caso del Santo Niño de la Guardia". Lo mismo afirma Luis Suárez Fernández: "La circunstancia resulta sorprendente, pues un judío no podía ser apresado y encarcelado por la Inquisición. ¿Se trataba acaso de un converso que había retornado a su antigua fe? O ¿se trataba simplemente de una trampa para provocar indiscreciones?".
El 19 de julio de 1490 el judío Yosef Franco, al sentirse enfermo, fue visitado por un médico, Antonio de Ávila. Yosef solicitó al médico la presencia de un rabino. En lugar de un rabino, el médico se presentó en su segunda visita acompañado de un fraile, Alonso Enríquez, disfrazado de judío y haciéndose llamar Abrahán. El prisionero, utilizando varias palabras en hebreo, pidió al fingido rabino que comunicase al rabino mayor de Castilla, Abraham Seneor, que se encontraba preso por la muerte («mitá») de un muchacho («nahar») que había servido a la manera de aquel hombre («otohays», eufemismo para hacer referencia a Jesucristo). La segunda vez que fue visitado por los dos hombres, Yosef no volvió a mencionar ese asunto.
El relato de Joseph Pérez —corroborado por Luis Suárez con matices— de nuevo difiere. Dice Joseph Pérez: "El médico Antonio de Ávila [judío según Joseph Pérez; cristiano, según Luis Suárez Fernández], aparentando ser rabino, visita a Yosef Franco y este confiesa entonces que, unos quince años antes [once años antes, según Luis Suárez], un Viernes Santo, en la localidad de La Guardia (actual provincia de Toledo) había participado en un crimen ritual: se había dado muerte por crucifixión a un niño; luego se había mezclado la sangre y el corazón de la víctima con una hostia consagrada con el fin de realizar un acto de brujería destinado a atraer calamidades contra los cristianos: su propósito era provocar una epidemia de rabia en toda la comarca. Delatado el pseudo-rabino (¿un confidente a sueldo de la Inquisición?), Franco se retracta: pretende ahora que no ha participado en el crimen; ha oído hablar de ello a un converso, Alonso Franco, que sí que estuvo en La Guardia. Sometido a tormento, Yosef Franco vuelve a confesar su participación en el crimen".
Las declaraciones posteriores de Yosef implicaron a otros judíos y conversos. El 27 de agosto de 1490, el inquisidor general, Tomás de Torquemada, dictó una orden para que los encarcelados en Segovia fuesen trasladados a Ávila para ser juzgados allí —"¿Por qué a Ávila y no a Toledo que era el distrito en el que se situaba La Guardia?", se pregunta Joseph Pérez. "Éste es otro enigma", se responde—. En esta orden se mencionan todos los encarcelados en Segovia que tienen relación con el caso: los conversos Alonso Franco, Lope Franco, García Franco, Juan Franco, Juan de Ocaña y Benito García, todos ellos vecinos de La Guardia; Yosef Franco, judío de Tembleque; y Mose Abenamías, judío de Zamora. Las acusaciones que constan en la orden son de herejía y apostasía, así como de crímenes contra la fe católica.
Los inquisidores encargados del proceso fueron Pedro de Villada (el mismo que había interrogado en junio de 1490 al converso Benito García); Juan López de Cigales, inquisidor de Valencia desde 1487; y fray Fernando de Santo Domingo. Todos ellos eran hombres de confianza de Torquemada. Fray Fernando de Santo Domingo, además, había escrito antes el prólogo de un difundido opúsculo antisemita. El proceso contra el judío Yosef Franco dio comienzo el 17 de diciembre de 1490. Se le acusó de intentar atraer al judaísmo a los conversos, así como de haber participado en la crucifixión ritual de un niño cristiano en Viernes Santo.
Antes del proceso, ya se habían conseguido al menos las confesiones de Benito García y de Yosef Franco, este último mediante tortura. Según Baer, «parece que los acusados confesaron parcialmente y declararon contra los otros con la esperanza de verse libres por este medio de la trampa que les había tendido la Inquisición».
Cuando se leyó la acusación, Yosef Franco gritó que era «la mayor falsedad del mundo». Se conservan las confesiones, obtenidas bajo tormento, de este reo: al principio solo hace referencia a conversaciones en la cárcel con Benito García y que incriminan a este como judaizante, pero después comienza a hacer referencia a una hechicería realizada unos cuatro años antes (en 1487, quizá) en la que se habría utilizado una hostia consagrada, robada en la iglesia de La Guardia, y el corazón de un niño cristiano. Las declaraciones siguientes de Yosef Franco van dando más detalles acerca de este tema, incriminando sobre todo a Benito García. Se conservan también declaraciones de este último, realizadas «estando puesto en el tormento», contradictorias con las de Franco, y en el que se trata sobre todo de incriminar al segundo. Incluso se realizó un careo entre Yosef Franco y Benito García, el 12 de octubre; en el protocolo de dicho encuentro se dice que sus declaraciones fueron concordantes, lo cual es sorprendente, ya que las anteriores habían sido contradictorias.
En octubre, uno de los inquisidores, Fray Fernando de San Esteban, viajó a Salamanca y en el convento de San Esteban se entrevistó con varios expertos juristas y teólogos, quienes dictaminaron la culpabilidad de los acusados. En la fase final del proceso, se hicieron públicos los testimonios, y Yosef Franco intentó refutarlos sin éxito. Las últimas declaraciones de Franco, obtenidas bajo tormento en el mes de noviembre, añaden más detalles a los hechos: muchos de ellos, según la opinión de Baer, tienen un claro origen en la literatura antisemita.
Como dos de los condenados eran judíos, y sobre ellos la Inquisición no tenía jurisdicción, el asunto fue trasladado a la justicia ordinaria de Ávila, que confirmó la sentencia capital. "Puede decirse que en último extremo se salvaron las formas", afirma Luis Suárez.
El 16 de noviembre, en el Brasero de la Dehesa, en Ávila, todos los procesados fueron relajados al brazo secular y quemados en la hoguera. Fueron ejecutadas ocho personas: dos judíos, Yosef Franco y Moshe Abenamías, y seis conversos, Alonso, Lope, García y Juan Franco, Juan de Ocaña y Benito García. Se conservan las sentencias de Yosef Franco y Benito García, que fueron leídas en el mismo auto de fe, según era costumbre.
De nuevo, Joseph Pérez y Luis Suárez Fernánde, dan una información diferente. Según ellos fueron cinco —dos judíos y tres conversos— y no ocho las personas que fueron condenadas a muerte en el auto de fe celebrado en Ávila el 16 de noviembre de 1491 y quemadas vivas inmediatamente después. Solo cuatro meses y medio después se decretó la expulsión de los judíos de España. Según Joseph Pérez, el caso del Santo Niño de la Guardia, al que se dio una extraordinaria publicidad, "contribuyó poderosamente a crear el ambiente propicio a la expulsión".
Los bienes confiscados a los reos se destinaron a financiar la construcción del monasterio de Santo Tomás de Ávila, que se terminaría el 3 de agosto de 1493.

### Valoración del proceso
Esta es la valoración del hispanista francés Joseph Pérez:

Todo, en este proceso, suena a falso. No se sabe cómo se llamaba el niño ni quiénes eran sus padres, que, por lo visto, no presentaron ninguna denuncia. Las declaraciones y confesiones están llenas de incoherencias y contradicciones. Las investigaciones que se han realizado actualmente sobre el caso no aclaran el misterio. Parece evidente que se trata de una provocación montada por ciertos inquisidores, pero ¿con qué fin? Probablemente para calentar aún más a la opinión pública contra judíos y conversos y tal vez preparar el terreno para un endurecimiento de la represión. De ser así, los que montaron aquel tinglado fracasaron: las confesiones y las denuncias, además de incoherentes, son contradictorias. Estas deficiencias no escaparon a la percepción de los contemporáneos, que evitaron hacer referencia a aquel tosco montaje, tal vez imaginado por algunos inquisidores. Los reyes tampoco cayeron en esta provocación; ni en el decreto de expulsión ni en los varios centenares de documentos relacionados con el mismo, tanto en Castilla como en la Corona de Aragón, se encuentra la menor referencia a este episodio. Este silencio no deja de llamar la atención. Bien es verdad, por otra parte, que estamos frente a una clásica acusación de crimen ritual con profanación de hostia consagrada como las hubo tantas en la Edad Media.

El historiador español Luis Suárez Fernández lo valora de la siguiente forma:

Como resultado de las declaraciones que en su inmensa mayoría fueron prestadas bajo amenazas serias o mediante torturas, el tribunal consideró como hechos probados que, años antes —nunca fueron fijadas las fechas con precisión—, judíos y conversos de La Guardia, en número impreciso aunque incluyendo desde luego a los allí condenados, habían conspirado para, sobre una Forma consagrada y el corazón de un niño allí sacrificado ritualmente, realizar en el interior de una cueva sortilegios capaces de provocar terrible daño en todas las villas de aquella comarca. Para entender cómo estas acusaciones podían ser seriamente sostenidas es necesario tener en cuanta que, en toda Europa, en estas postrimerías del siglo XV, las creencias en hechicerías, sortilegios y demás prácticas de brujería y satanismo estaba muy extendida y era objetivamente admitida. Por eso, aunque en este caso los hechos alegados fuesen falsos —y la lectura del proceso basta para convencernos—, los jueces los admitieron con plena convicción. Dictaron sentencia declarando culpables a cinco de los acusados que fueron condenados a muerte y ejecutados. [...] 

La devoción al llamado Santo Niño de La Guarda, comenzó muy pronto y ha continuado hasta hoy.

## La leyenda
Durante el siglo XVI fue creándose una leyenda según la cual la muerte del Santo Niño habría sido semejante a la de Jesucristo, llegándose incluso a destacar similitudes entre la topografía del pueblo toledano en el que supuestamente ocurrieron los hechos y la de Jerusalén, donde murió Jesús.
En 1569 el licenciado Sancho Busto de Villegas, miembro del Consejo General de la Inquisición («la Suprema») y gobernador del arzobispado de Toledo (posteriormente sería también obispo de Ávila), escribió, a partir de los documentos del proceso, que se conservaban en los archivos del tribunal de Valladolid, una Relación autorizada del martirio del Santo Inocente, que quedó depositada en el archivo municipal de la villa de La Guardia. En 1583 se publicó la Historia de la muerte y glorioso martirio del santo inocente que llaman de Laguardia, obra de fray Rodrigo de Yepes. En 1720 apareció en Madrid otra obra hagiográfica, la Historia del Inocente trinitario el Santo Niño de la Guardia, obra de Diego Martínez Abad, y en 1785, el cura de localidad toledana, Martín Martínez Moreno, publicó su Historia del martirio del Santo Niño de la Guardia.
La leyenda construida con estas sucesivas aportaciones afirma que ciertos conversos, tras asistir a un auto de fe en Toledo, planearon vengarse de los inquisidores mediante artes de hechicería. Para hacer su conjuro necesitaban una hostia consagrada y el corazón de un niño inocente. Juan Franco y Alonso Franco secuestraron al niño junto a la Puerta del Perdón de la catedral de Toledo y lo trasladaron a La Guardia. Allí, el día de Viernes Santo simularon un juicio. El niño, al que en la leyenda se llama Juan (en otras versiones se le llama Cristóbal) y se dice que era hijo de Alonso de Pasamonte y de Juana la Guindera (a pesar de que nunca apareció ningún cadáver), fue azotado, coronado de espinas y crucificado, del mismo modo que Jesucristo. Le arrancaron el corazón, que necesitaban para el conjuro. En el momento de la muerte del niño, su madre, que era ciega, recobró milagrosamente la vista. Tras darle sepultura, los asesinos robaron una hostia consagrada. Benito García iba hacia Zamora llevando la hostia y el corazón para recabar la ayuda de otros correligionarios para realizar su conjuro, pero fue detenido en Ávila a causa de los resplandores que emitía la hostia consagrada, que el converso había escondido entre las páginas de un libro de rezos. Gracias a su confesión, se detuvo a los otros participantes en el crimen. Tras la supuesta muerte del Santo Niño, se le atribuyen también varias curaciones milagrosas.
La hostia consagrada se conserva en el monasterio dominico de Santo Tomás, en Ávila. Del corazón se dijo que había desaparecido milagrosamente, al igual que el cuerpo del niño, por lo cual se creyó que, como Jesucristo, había resucitado.

## La leyenda en el arte y la literatura
Yepes menciona que existía un retablo, hoy perdido, en la ermita del Santo Niño de La Guardia de la localidad toledana, mandado pintar por el arzobispo de Toledo Alonso de Fonseca, en el que se representaban las escenas del rapto, acusación, flagelación y crucifixión del niño, así como las del prendimiento y ejecución de sus asesinos. En la tabla central de este retablo se mostraba la crucifixión y extracción del corazón del niño.
En el Archivo Histórico Nacional se conserva una pintura de la segunda mitad del siglo XVI que representa esa misma escena, lo que testimonia la antigüedad del culto del Santo Niño de La Guardia.
En el acceso por la puerta denominada «del Mollete» a la catedral de Toledo todavía hoy se conserva un mural atribuido a Bayeu con la representación de la crucifixión del Santo Niño de la Guardia. En la actualidad la humedad y la exposición a las inclemencias del tiempo (se encuentra en la zona interior del claustro catedralicio) han propiciado un intenso deterioro de la pintura.
Lope de Vega escribió una obra inspirándose en la leyenda del Santo Niño (muy posiblemente en la Historia de la muerte y glorioso martirio del santo inocente que llaman de Laguardia, de fray Rodrigo de Yepes), titulada El niño inocente de La Guardia, en realidad una apología de la Inquisición, de la cual era familiar el propio Lope. Esta obra, particularmente cruel dentro del teatro del Siglo de Oro a la hora de mostrar el martirio del niño protagonista en el último acto, fue refundida por José de Cañizares, autor de la primera y tercera jornadas de La viva imagen de Cristo: El Santo Niño de la Villa de la Guardia, y Juan Claudio de la Hoz y Mota, autor de la segunda. Manuel Romero de Castilla publicó en 1943 las dos obras juntas con un prólogo algo difuso del Marqués de Lozoya, y luego en 1946 como apéndice de un estudio histórico sobre el caso. De la obra de Lope hay una edición moderna del hispanista Anthony J. Farrell (Londres: Tamesis Books, 1985).
La muerte del Santo Niño de la Guardia fue empleada como argumento para exigir la limpieza de sangre a los aspirantes a formar parte del clero de la archidiócesis de Toledo.
En una de las Leyendas de Gustavo Adolfo Bécquer, llamada La Rosa de Pasión, una mujer judía llamada Sara cuyo novio era cristiano enfrenta a su padre, el judío Daniel, sobre su odio a los cristianos, y termina muerta en un ritual muy semejante al del Santo Niño de la Guardia (de hecho, al ver los preparativos, ella pensó en la historia del Santo Niño).